# Эрнан Пераса Старший
Эрнан (или Фернан) Пераса Мартел, также известный как Эрнан/Фернан Пераса Старший (Эль-Вьехо) (исп. Hernán Peraza el Viejo; ок. 1390, Севилья — 1452, Сан-Себастьян-де-ла-Гомера) — кастильский дворянин и конкистадор, а также территориальный сеньор Канарских островов.
Он был основателем городов Сан-Себастьян-де-ла-Гомера и Вальверде.

## Биография

### Ранняя жизнь
Вероятно, родился в Севилье в конце XIV века, он был вторым сыном Гонсало Переса Мартела, 6-го сеньора Альмонастера. Матерью была, дочь Бартоломе Руиса Пераса, севильского рыцаря. Его братьями и сестрами были Алонсо Перес Мартель, первенец и седьмой сеньор Альмонастера, и Леонор Мартель, жена Фернана Ариаса де Сааведры, известного сеньора Кастелара и смотрителя Каньете-ла-Реаль.
К 1410 году Пераса занимался торговлей оливковым маслом из своих оливковых рощ в Вальдефлоресе, где он был сеньором. Он также был смотрителем замка Матрера в 1420 году, судебным исполнителем и рыцарем Veintiquatro Севильи.
В течение 1430-х годов он будет действовать на Канарских островах от имени Гильена де лас Касаса и его тестя Хуана, которым принадлежали права на них.

### Объединение владений Канарских островов
Через своего отца, Гонсало Мартеля, Эрнан Пераса владел определёнными правами на владение островами благодаря дару короля Кастилии Энрике III Гонсало в 1391 году для их завоевания.
От брака с Инес де лас Касас Пераса получил владение островом Фуэртевентура, подаренное в качестве приданого его тестем Хуаном де лас Касас, в то время как он получил право на остальные острова в 1445 году, когда он обменял с Гильеном де лас Касасом, родственником своей жены, на свое поместье в Уэваре в обмен на права, которые Гильен имел на владение островами, унаследованными от его отца Альфонсо — Тенерифе, Ла-Гомера, Ла-Пальма и Гран-Канария — и приобретена у графа Ньебла Энрике де Гусмана в 1430 году — Иерро и Лансароте. Это фактически объединило контроль над большей частью Канарских островов под властью Перасы.

### Управление на островах
Пераса переехал на острова в 1447 году со своим сыном Гильеном и тремя кораблями, сначала завладев Фуэртевентурой, где их хорошо приняли.
В то время как Эрнан Пераса организовал новое руководство Фуэртевентурой, он также организовал несколько экспедиций на другие острова в поисках рабов и добычи, которыми можно было заплатить за завоевание. Корабль во главе с родственником, на котором идет его сын Гильен, совершает вторжение в Ла-Пальму, где туземцы побеждают завоевателей, а Гильен умирает, в то время как два других корабля под командованием бискайского капитана Хуана Мачина прибывают в Иерро и захватил в плен дочь короля острова.
Смерть Гильена Пераса стала очень важным и влиятельным моментом в истории Канарских островов в политическом и культурном плане. Это вызывает печаль и возмущение среди знати на материковой части Кастилии и приводит его отца Эрнана к все более жестоким репрессиям против коренных жителей. Это также вдохновило на создание первого произведения оригинальной испанской литературы, пришедшего с Канарских островов, панихиды под названием Endechas a la muerte de Guillén Peraza — Оплакивания смерти Гильена Пераса. Точная дата его смерти не была записана, однако её можно датировать между второй половиной 1447 года и первой четвертью 1448 года. Считалось, что его тело было найдено во время раскопок в 1980 году.
Вернув свою армию на Фуэртевентуру, Эрнан Пераса приступил к овладению своими владениями. Они прибыли на Гран-Канарию, но не могут высадиться из-за большого количества враждебно настроенных аборигенов, сосредоточенных на пляжах залива Островов.

### ЗавоеваниеИерро
Хотя остров Иерро был завоеван Жаном де Бетанкуром в 1404 или 1405 году, нестабильность владычества Канарских островов в первой половине пятнадцатого века привела к тому, что конкистадоры и аборигены-бимбахи возвратили его на свои земли родные обычаи. Поэтому, уже владея сеньорией, Эрнан Пераса прибыл на остров со своей армией в ноябре 1448 года с намерением господствовать над ним. С заступничеством островной принцессы, плененной Хуаном Мачином, Эрнан Пераса добился подчинения короля аборигенов Осинисы.
Эрнан Пераса основал город Вальверде и оставил губернатором своего родственника Луиса Гонсалеса Мартеля де Тапиа, который женился на дочери свергнутого короля Бимбаче.

### Оккупация Ла-Гомеры и конфликты с португальцами

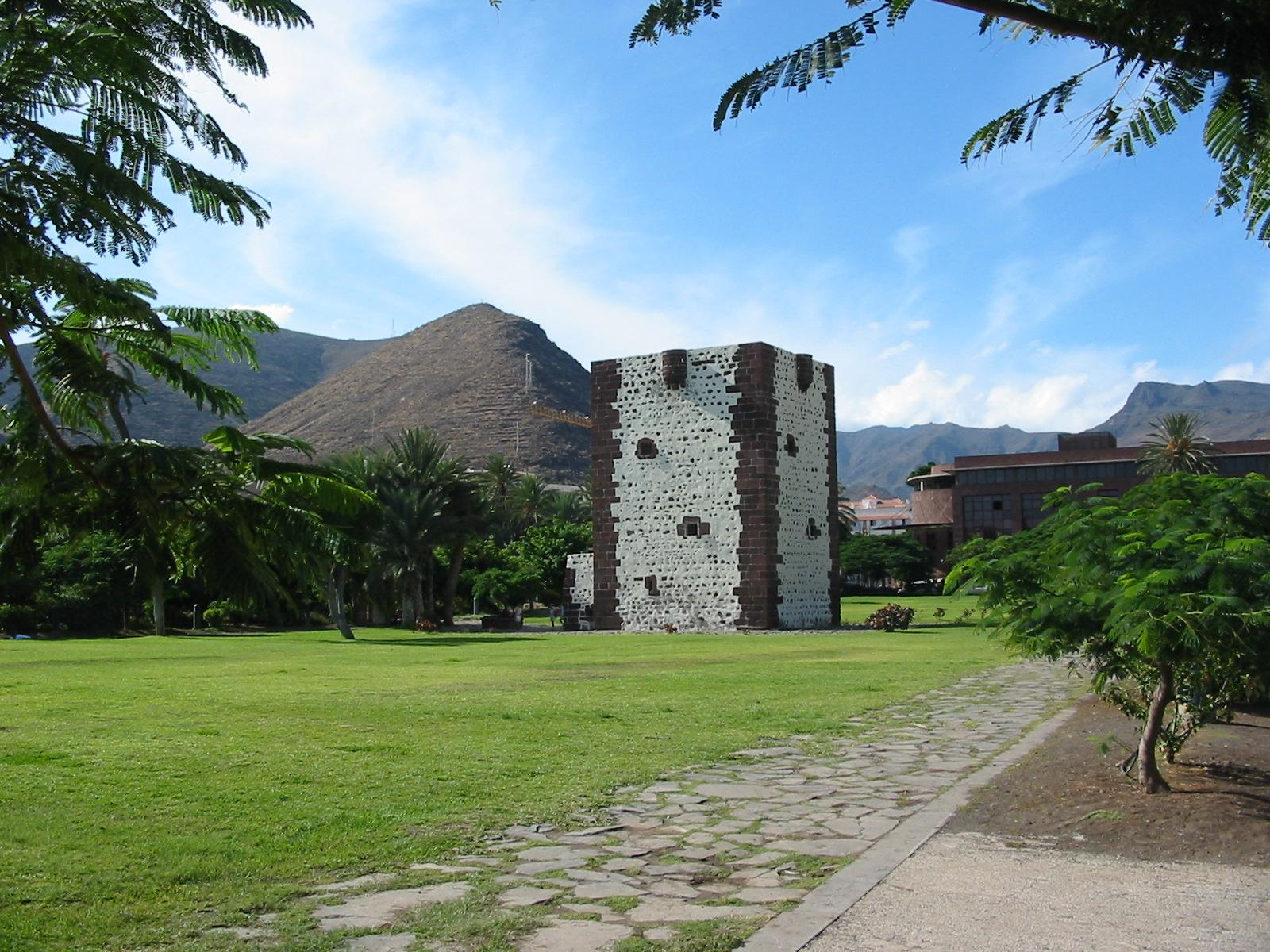
«Торре-дель-Конде» — башня, построенная Эрнаном Пераса Старшим в 1450 году

В январе 1450 года Эрнан Пераса достигает края Гомеро-де-Ороне, где получает покорность туземного короля. В результате этого мира стороны Эрмигуа или Мулагуа и Аганы, присоединившиеся к португальцам с 1423 года, восстали против Перасы. По этой причине Пераса решил построить башню на той стороне Ипалана, где располагался лучший порт на острове, построив то, что сейчас известно как Ла Торре-дель-Конде — «Графская башня».
Пераса столкнулся с несколькими нападениями португальцев в 1450 и 1452 годах.

### Въезд на Тенерифе
После господства на Ла Гомере Пераса продолжал вторгаться на Канарские острова, не завоевывая их. В записи, которую он сделал на Тенерифе, он запечатлел мальчика-гуанча, ловившего рыбу на берегу. Пераса взял его в качестве слуги, крестив его именем Антона, который спустя годы вернется на остров и будет тем, кто научит народ гуанчей изображению Девы Канделарии.

## Личная жизнь
К 1424 году Эрнан Пераса женился на Инес де лас Касас, дочери Хуана де лас Касаса. Граф Ньебла передал ему через неё владения Канарскими островами.
Их сын, Гильен Пераса, погиб в бою на Ла-Пальме. Поэтому право завоевания Канарских островов перешло к их дочери Инес Пераса.
Эрнан Пераса умер в Сан-Себастьян-де-ла-Гомера в 1452 году.